# CLDN15
CLDN15 (англ. Claudin 15) – білок, який кодується однойменним геном, розташованим у людей на короткому плечі 7-ї хромосоми. Довжина поліпептидного ланцюга білка становить 228 амінокислот, а молекулярна маса — 24 356.
| 10         |  | 20         |  | 30         |  | 40         |  | 50         |
| ---------- |  | ---------- |  | ---------- |  | ---------- |  | ---------- |
| MSMAVETFGF |  | FMATVGLLML |  | GVTLPNSYWR |  | VSTVHGNVIT |  | TNTIFENLWF |
| SCATDSLGVY |  | NCWEFPSMLA |  | LSGYIQACRA |  | LMITAILLGF |  | LGLLLGIAGL |
| RCTNIGGLEL |  | SRKAKLAATA |  | GALHILAGIC |  | GMVAISWYAF |  | NITRDFFDPL |
| YPGTKYELGP |  | ALYLGWSASL |  | ISILGGLCLC |  | SACCCGSDED |  | PAASARRPYQ |
| APVSVMPVAT |  | SDQEGDSSFG |  | KYGRNAYV   |  |            |  |            |

A: Аланін

C: Цистеїн

D: Аспарагінова кислота

E: Глутамінова кислота

F: Фенілаланін

G: Гліцин

H: Гістидин

I: Ізолейцин

K: Лізин

L: Лейцин

M: Метіонін

N: Аспарагін

P: Пролін

Q: Глутамін

R: Аргінін

S: Серин

T: Треонін

V: Валін

W: Триптофан

Кодований геном білок за функцією належить до фосфопротеїнів. 
Задіяний у таких біологічних процесах, як транспорт іонів, транспорт. 
Локалізований у клітинній мембрані, мембрані, клітинних контактах, щільних контактах.